# Station Wydartowo
Station Wydartowo is een spoorwegstation in de Poolse plaats Wydartowo.